# Isola Sherman (California)
L'isola Sherman è un'isola della California.

## Geografia
Sherman è un'isola fluviale che si trova nel Delta del Sacramento alla confluenza dei fiumi Sacramento e San Joaquin nella Contea di Sacramento e due km a nord-est dalla città di Antioch. L'isola, con una superficie di 55 km², segna il confine fra tre diverse contee: quella di Sacramento, quella di Solano e quella di Contra Costa.